# Priyanka Singh Patel
Priyanka Singh Patel (* 8. Juli 1989) ist eine ehemalige indische Leichtathletin, die sich auf den Hindernislauf spezialisiert hat.

## Sportliche Laufbahn
Erste internationale Erfahrungen sammelte Priyanka Singh Patel im Jahr 2009, als sie bei den Hallenasienspielen in Hanoi in 4:43,36 min den siebten Platz im 1500-Meter-Lauf belegte. Im Jahr darauf erreichte sie bei den Commonwealth Games in Neu-Delhi in 10:26,48 min Rang neun und 2011 wurde sie bei den Asienmeisterschaften in Kōbe in 10:56,88 min Sechste und siegte in diesem Jahr auch beim Mumbai-Halbmarathon nach 1:22:34 h. Im Jahr darauf wiederholte sie ihren Sieg beim Mumbai-Halbmarathon in 1:21:55 h und 2013 klassierte sie sich bei den Asienmeisterschaften in Pune in 11:07,34 min auf dem neunten Platz. 2015 bestritt sie in Bhopal ihren letzten Wettkampf und beendete daraufhin ihre Karriere als Leichtathletin im Alter von 26 Jahren.
2012 wurde Singh Patel indische Meisterin im Hindernislauf.

## Bestleistungen
- 1500 Meter: 4:25,70 min, 9. Oktober 2009 in Bhopal
  - 1500 Meter (Halle): 4:43,36 min, 31. Oktober 2009 in Hanoi
- Halbmarathon: 1:21:29 h, 21. November 2010 in Neu-Delhi
- 3000 m Hindernis: 10:21,37 min, 11. Juni 2011 in Bengaluru